# Soriguera
Soriguera là một đô thị trong tỉnh Lérida, cộng đồng tự trị Cataluña Tây Ban Nha. Đô thị Soriguera có diện tích là 106,1 ki-lô-mét vuông, dân số năm 2009 là 377 người với mật độ 3,55 người/km². Đô thị Soriguera có cự ly 135 km so với tỉnh lỵ Lérida.